# Agelasta helii
Agelasta helii es una especie de escarabajo longicornio del género Agelasta, categorizada en la tribu Mesosini, de la subfamilia Lamiinae. Fue descrita por Yamasako & Liu en 2017.

## Descripción
Mide 13,1-17 mm de longitud.

## Distribución
Se distribuye por China.